# Bourgot (fille de Jean Le Noir)
Pour les articles homonymes, voir bourgot.

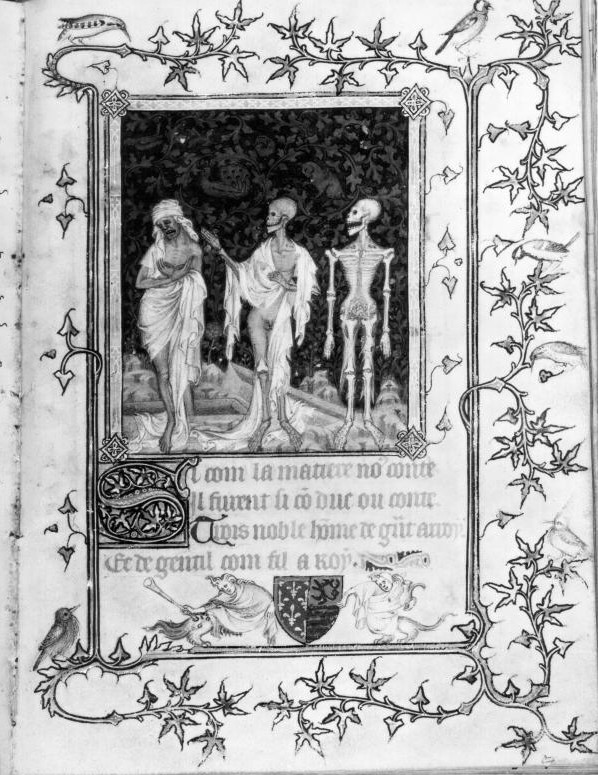
Jean le Noir, Psautier de Bonne de Luxembourg (c.1348-1349, New York, The Cloisters, Inv. 69. 86.), Dit des trois morts et des trois vifs, folio 322r.

Bourgot est une enlumineuse française, active au XIVe siècle, fille et disciple de Jean Le Noir. 
Il est difficile de distinguer son travail de celui de son père. Le Psautier de Bonne de Luxembourg réalisé vers 1348-1349 (New York, The Cloisters, Inv. 69. 86) et les Heures de Yolande de Flandres (British Library, Yates Thompson 27) sont attribués à l'un ou à l'autre.